# 강남 비-사이드
《강남 비-사이드》는 2024년 11월 6일 공개된 디즈니 + 드라마다.

## 기획 의도
강남에서 사라진 클럽 에이스 ‘재희’를 찾는 형사와 검사, 그리고 의문의 브로커, 강남 이면에 숨은 사건을 쫓기 위해 서로 다른 이유로 얽힌 세 사람의 추격 범죄 드라마

## 제작진

### 제작사
- 사나이픽처스

- 플러스엠

### 연출
- 박누리 : 영화 《돈》(연출)

### 극본
- 주원규 : tvN 월화 드라마 《아르곤》(공동집필), OCN 오리지널 드라마 《모두의 거짓말》의 원작 소설을 집필) 등 집필 )

## 출연진

### 주요 인물
- 조우진 : 강동우 역
- 지창욱 : 윤길호 역
- 하윤경 : 민서진 역
- 김형서 : 김재희 역

### 클럽 하이에나
- 정가람 : 노준서 역
- 임성재 : 싸이키 역
- 지승현 : 이강수 역
- 홍시영 : MD 레몬 역
- 박성준 : 서 사장 역
- 안성봉 : 경호실장 역
- 김종수 : 최학구 역
- 차래형 : K 역
- 리원 : 클럽녀 역

### 윤길호 주변 인물
- 정재광 : MD 정권 역
- 박주원 : 이정화 역
- 송지우 : 오진영 역
- 남진복 : 길호의 삼촌 역
- 옥자연 : 최수인 역

### 강동우 주변 인물
- 오예주 : 강예서 역
- 유선 : 신지혜 역
- 현봉식 : 김장호 역
- 최광일 : 문칠성 역
- 최성혁 : 쥐포 역
- 류혜영 : 서지수 역

### 경찰
- 김승현 : FM 역
- 김도현 : 주윤 역
- 임현성 : 강력 1팀장 역

### 검찰
- 정만식 : 탁주일 역
- 박소리 : 류현경 역
- 정기섭 : 검찰부장 역
- 김태한 : 안 부장 역 - 부장검사

### 그 외 인물
- 유성주 : 대통령 비서실장 역
- 김병옥 : 우대식 역
- 이서환 : 이한평 역 - 보건부 차관
- 윤병희 : 권 사장 역
- 장원형 : 장수사관 역
- 이석형 : 최부기 역
- 김주일 : 강력계 형사 역
- 음문석
- 김찬영
- 조성희 : 김장호 왕언니 콜걸2

## 참고 사항
- 정만식, 조우진은 박누리 감독과 〈돈〉 이후 두번째로 재회한다.
- 정만식, 조우진은 영화 《보안관》,《내부자들》,《창궐》이후 7년만에 재히한다.
- 지창욱과 조우진은... 영화 《발신제한》 이후 두 번째로 호흡하는 작품의 계기가 되었다.

- 드라마 속 메인 빌런인 노준서와 주요 사건은 빅뱅 승리와 버닝썬 게이트를 모티브로 하고 있다.